# トヨタエルアンドエフ熊本
トヨタエルアンドエフ熊本株式会社（トヨタエルアンドエフくまもと）は、トヨタL&Fカンパニーの熊本県における販売店であり、熊本トヨタ自動車の関連会社である。
前身は、熊本トヨタフォークリフト株式会社として設立。1998年10月に現在の社名に変更。通称として、『トヨタL&F熊本』を使用している。

## 沿革
- 1975年（昭和50年）4月 - 熊本トヨタフォークリフト株式会社として設立。
- 1998年（平成10年）10月 - 「トヨタエルアンドエフ熊本株式会社」に商号を変更。

## 主な取扱商品
- フォークリフト
- 保管システム
- 搬送システム
- 環境機器

以上はトヨタL&Fカンパニー製（豊田自動織機）。この他にもさまざまな商品を取り扱っている。

## 備考
- TBS系『サンデーモーニング』（日曜8:00-9:54）のローカルスポンサー枠で自社CMを放送している。